# Krebsregister
Ein Krebsregister ist eine Organisation zur systematischen Sammlung, Speicherung, Analyse, Interpretation und Publikation von Informationen zu bösartigen Neubildungen einschließlich der Lymphome und Leukämien (ICD-10 C00–C99).

## Unterscheidung nach Hauptzielsetzung
Man unterscheidet epidemiologische Krebsregister und klinische Krebsregister. Im günstigen Falle arbeiten klinische und epidemiologische Krebsregister zusammen, so dass der Arzt nur an das klinische Register melden muss und diese Meldung dann an das epidemiologische Register weitergeleitet wird. Außerdem findet, soweit die Gesetze es zulassen oder vorschreiben, ein Austausch von Daten zwischen Krebsregistern statt, da ja ein Patient im Gebiet eines Registers wohnen, aber in einem anderen Gebiet behandelt werden kann.

### Epidemiologische Krebsregister
Mit epidemiologischen Krebsregistern wird das Krebsgeschehen, also wie häufig bestimmte Tumorerkrankungen in einer Region auftreten, beobachtet. Über zeitliche Vergleiche innerhalb einer Region oder aus Vergleichen von Regionen untereinander wird festgestellt, ob irgendwo Häufungen von Erkrankungen auftreten (zeitliches und räumliches Monitoring). Im zweiten Schritt muss dann in der Regel über gezielte Untersuchungen versucht werden, die Ursachen für die Häufung festzustellen, natürlich mit dem Ziel, die Ursache möglichst zu beseitigen.
Die Bedeutung epidemiologischer Forschung im Bereich der Krebserkrankungen wurde im Januar 2015 von der Internationalen Agentur für Krebsforschung (IARC) und dem Robert Koch-Institut betont. Anlässlich einer Veröffentlichung der Krebsforscher Cristian Tomasetti und Bert Vogelstein, die die Mehrzahl der Krebserkrankungen auf „Pech“ (bad luck) zurückführen, unterstrich Krebsforscher Christopher Wild von der IARC die Bedeutung epidemiologischer Forschung. Dank epidemiologischer Forschungen konnten präventive Maßnahmen ergriffen werden und durch Reduktion des Zigarettenkonsums in verschiedenen Ländern sowohl die Erkrankungshäufigkeit an Lungenkrebs als auch an Harnblasenkrebs vermindert werden.

### Klinische Krebsregister
Klinische Krebsregister zielen darauf, die Behandlung von Tumorerkrankungen zu verbessern. Dazu müssen zunächst relativ detailliert Daten zur Erkrankung und zur Therapie gesammelt werden. Verbesserungen können über folgende Verfahren erzielt werden:
Vergleich von Therapien miteinander
„Welche Therapie ist bei welchem Krankheitsstadium am besten geeignet?“
Vergleich von Therapeuten untereinander
„Welcher Therapeut oder welches Krankenhaus erzielt bei gleicher Ausgangssituation und gleicher Therapie die besseren Ergebnisse und warum?“ (sogenanntes Qualitätsmanagement)
Optimierung der individuellen Betreuung
Über Erinnerungsverfahren wird sichergestellt, dass Therapien und Nachsorgeuntersuchungen zu optimalen Zeitpunkten stattfinden. Über gegenseitige Information (Register als Informationsdrehscheibe) wird sichergestellt, dass jeder an der Betreuung Beteiligte die optimale Information zur Verfügung hat.
Im August 2016 wurde ein Gutachten des Spitzenverbands der gesetzlichen Krankenkassen veröffentlicht, das vom Beratungsunternehmen Prognos erarbeitet wurde. Dort wurde festgestellt, dass der Aufbau der klinischen Krebsregister in Deutschland nur schleppend vorangehe. Lediglich in Hamburg, Mecklenburg-Vorpommern und im Saarland sei es vermutlich zu erreichen, bis Ende 2017 die erforderlichen Datenbanken zur Verfügung zu haben. Das Gutachten basiert jedoch auf Informationen, die zwischen Dezember 2015 und Februar 2016 erhoben wurden, reflektiert also nicht notwendigerweise den aktuellen Stand.

## Geschichte
Um die Wende zum zwanzigsten Jahrhundert wurden in mehreren europäischen Ländern Versuche unternommen, die Anzahl neu auftretender und bestehender Krebsfälle zu ermitteln. Daraus resultierte in Deutschland im Jahr 1900 ein Versuch, alle Krebspatienten mittels eines Fragebogens zu erfassen, die unter medizinischer Behandlung standen. Jeder Arzt in Deutschland erhielt einen Fragebogen, um den Stand am 15. Oktober 1900 zu ermitteln. Ähnliche Versuche wurden zwischen 1902 und 1908 auch in Dänemark, Ungarn, Island, den Niederlanden, Portugal, Spanien und Schweden und später in den USA unternommen. Sie blieben jedoch alle wenig erfolgreich. Die Mitarbeit der Ärzte erwies sich als mangelhaft.
Das erste populationsbasierte ("epidemiologische") Krebsregister entstand 1926 in Hamburg durch den Stadtphysikus. Drei Krankenschwestern besuchten in regelmäßigem Abstand die Hamburger Krankenhäuser und Ärzte und nahmen die Namen neuer Krebspatienten auf, die zentral gespeichert wurden und einmal wöchentlich mit dem Sterberegister abgeglichen wurden. Während das Hamburger Register die Zeit des Nationalsozialismus nicht überlebte, fand es zahlreiche Nachahmer. 1955 wurden zwanzig solcher regionaler oder nationaler Register gezählt, wobei das dänische Krebsregister als erstes landesweites verpflichtendes Register 1942 gegründet wurde und bis heute ununterbrochen aktiv ist. Innerhalb weniger Jahre bauten alle skandinavischen Länder nationale Krebsregister auf. In den meisten Ländern wurden Krebsregister jedoch nur für einige Regionen aufgebaut, etwa in den USA, in Italien und Kolumbien. Darüber hinaus wurden einige Krebsregister nur für Kinder gegründet, so in England und erst 1980 das landesweite Deutsches Kinderkrebsregister. Die Krebsregister schlossen sich 1966 zur International Association of Cancer Registires zusammen.
Neue Impulse gingen vom Aufbau des Krebsregisters Münster in den Jahren 1974 bis 1976 aus, das national und international viel Beachtung fand. Die Entwicklung der Computertechnik machte eine differenzierte Datenerfassung möglich. Es wurde erstmals das damals noch wenig bekannte TNM-System zur Dokumentation genutzt. Als epidemiologisches Register geplant und unterstützt, erfasste es auch Nachuntersuchungsergebnisse im Rhythmus der WHO-Empfehlungen. An der Erfassung teilnehmende Ärzte sollten profitieren – als erstes mit Mahnlisten für fällige Nachuntersuchungen. Durch diese Integration einer Nachsorgeunterstützung kann es als frühes klinisch-epidemiologisches Krebsregister betrachtet werden.

## Qualitätskriterien
Damit epidemiologische Register wirklich gute Ergebnisse liefern können, müssen mehr als 90 %, besser 95 %, aller Neuerkrankungen in der betreffenden Registerregion auch gemeldet werden (sogenannte Vollzähligkeit). Damit klinische Register wirklich gute Ergebnisse liefern können, müssen die Erkrankungen der jeweiligen Therapieeinrichtung (Arzt/Krankenhaus) vollzählig erfasst werden. Darüber hinaus ist es wichtig, auch den gesamten Erkrankungsverlauf vollständig (alle relevanten Informationen) zu erfassen und nicht etwa nach der Therapie aufzuhören.
Jedes bevölkerungsbezogene Krebsregister bekommt zum Abgleich der Daten die Totenscheine des Landes. Damit werden zum einen Überlebenszeiten berechnet und versucht zu bestimmen, ob die Krebserkrankung ursächlich am Tod beteiligt war. Ein bestimmter Anteil von Erkrankungen (DCO-Anteil, death certificate only) wird allein, auch nach Nachforschungen, über die Totenscheine bekannt. Problematisch ist an diesen Fällen, dass die Qualität der Information in der Regel mangelhaft ist und das Jahr des Auftretens der Erkrankung nicht bestimmt werden kann, was die Zahlen über Erkrankungsraten unzuverlässiger macht. Der DCO-Anteil soll also möglichst gering sein (unter fünf Prozent).
In jedem neu entstandenen Register ist am Anfang naturgemäß die DCO-Rate hoch, da keine Meldungen über die Fälle aus der Vergangenheit vorliegen. Dieser Anteil muss aber im Verlauf einiger Jahre sinken. Da die flächendeckende Krebsregistrierung in einigen Bundesländern relativ jung ist, erklärt sich, warum langjährige Krebsregister wie das des Saarlandes niedrigere DCO-Raten haben als andere.

## Bedeutung der Altersstandardisierung
Das Risiko, an bestimmten Krebsformen zu erkranken, ist stark altersabhängig. Die Anzahl der Erkrankungen in einer Bevölkerung („rohe“ Inzidenz) ist somit abhängig von der Altersverteilung in der beobachteten Bevölkerung. Wenn man zeitliche Entwicklungen verfolgen (beispielsweise „steigt das Risiko für eine bestimmte Erkrankung?“) oder räumliche Vergleiche durchführen will (bezüglich risikobelasteter und -unbelasteter Gebiete, internationale Vergleiche), muss man solche Effekte durch die sogenannte Altersstandardisierung normieren. Gängige sogenannte Referenzbevölkerungen für solche Vergleiche sind die Segi-Weltbevölkerung, BRD-Bevölkerung 1987 oder Europäische Standardpopulationen.

## Krebsregistrierung in einzelnen Ländern

### Deutschland
In Deutschland ist die epidemiologische Krebsregistrierung in Landesgesetzen geregelt. Obwohl in Hamburg bereits 1926 das weltweit erste regionale Krebsregister entstand, stellte es für viele Jahre eine Ausnahme dar. Eine längere Tradition haben auch einige andere deutsche Krebsregister, wie jene der Länder Berlin, Brandenburg, Mecklenburg-Vorpommern, Sachsen, Sachsen-Anhalt und Thüringen, die in Fortführung des Nationalen Krebsregisters der DDR (1952/53) seit 1992 als Gemeinsames Krebsregister (GKR) betrieben werden, oder das Krebsregister des Saarlandes (1967). Diese unterschiedlichen Regelungen sind Folge des bundesdeutschen Föderalismus. Außerdem existiert seit 1980 ein bundesweites Kinderkrebsregister, das eine Kombination von epidemiologischem und klinischem Krebsregister darstellt und auf freiwilliger Basis betrieben wird. Der Ausbau der einzelnen Register ist unterschiedlich weit fortgeschritten. Einige Länderregister haben bereits eine vollzählige Registrierung erreicht, einige erreichen diese für einzelne Erkrankungen wie den gesundheitspolitisch sehr bedeutenden Brustkrebs. Insgesamt wird es noch einige Jahre dauern, bis bundesweit Zahlen guter Qualität zu erwarten sind, da die Anlaufzeit neuer Register beträchtlich ist.
Das Zentrum für Krebsregisterdaten am Robert Koch-Institut wertet die Daten bundesweit aus. Die regelmäßig erscheinende Publikation Krebs in Deutschland zeigt die Situation jeweils für die letzten Jahre. Die Gesellschaft der epidemiologischen Krebsregister in Deutschland e. V. (GEKID) strebt danach, trotz unterschiedlicher landesgesetzlicher Regelungen bundesweit eine weitgehende methodische Einheitlichkeit durch inhaltliche Standards zu erlangen. Am 29. Mai 2009 beschloss der Bundestag das Bundeskrebsregisterdatengesetz, welches das Zentrum für Krebsregisterdaten stärkt und formell den klinischen Krebsregistern eine offizielle Rolle in der Krebsregistrierung zuweist.
In Zusammenarbeit der GEKID mit der Arbeitsgemeinschaft Deutscher Tumorzentren e. V. (ADT) und der Plattform § 65c wurde ein einheitlicher Basisdatensatz für die Krebsregister in Deutschland erstellt, der in der jeweilig aktuellen Fassung im Bundesanzeiger publiziert wird.

#### Finanzierung für bundesweite klinische Krebsregister
Eine Grundlage für den Fortschritt in der Krebsbekämpfung ist das Krebsfrüherkennungs- und -registergesetz (KFRG), das vorsieht, dass die Länder flächendeckende klinische Krebsregister einrichten sollen. Das vom Deutschen Bundestag verabschiedete Gesetz trat im April 2013 in Kraft.
Der Aufbau der klinischen Krebsregister ist also Aufgabe der Bundesländer. Die Deutsche Krebshilfe übernimmt bis zu 90 Prozent der Aufbaukosten. Die Hilfsorganisation stellt damit aus dem Spendenaufkommen 7,2 Millionen Euro zur weiteren Sicherstellung einer Patientenversorgung bereit.
Die Gesetzlichen Krankenkassen (GKV) fördern gemäß dem KFRG den Betrieb klinischer Krebsregister mit einer Fallpauschale, die bis zu 90 Prozent der geschätzten Kosten trägt (§65c Absatz 2 und 4 SGB V). Die jährlichen Ausgaben der Gesetzlichen Krankenversicherung für klinische Krebsregister werden auf 58,7 Millionen Euro geschätzt.
Die Fallpauschalenhöhe, die sich nach dem Leistungsdatum der zugrundeliegenden Meldung richtet wurde initial im KFRG festgelegt und betrug 119,00 EUR. Die Höhe der Fallpauschale wurde jährlich angepasst und betrug im Jahr 2016 125,00 EUR, und im Jahr 2019 134,20 EUR.
Auch die privaten Krankenversicherungen und die Beihilfekassen haben grundsätzlich eine vergleichbare Kostenbeteiligung zugesagt.

#### Datenschutz
Die Pseudonymisierung der Daten entspricht laut einer Entschließung der Datenschutzbeauftragten des Bundes und der Länder nicht mehr dem Stand der Technik. Das betrifft aber im Wesentlichen bestimmte interne Speicherstrukturen und bedeutet nicht, dass Daten aktuell beispielsweise durch Angriffe von außen gefährdet sind, da die Daten in völlig vom Internet getrennten Netzwerken gespeichert werden.

#### Widerspruchmöglichkeiten der Betroffenen
Die Landesgesetze sind hinsichtlich der Möglichkeiten, der Übermittlung und Speicherung der Identitätsdaten bzw. der diagnostischen Daten sowie einer „Kontaktaufnahme“ zu widersprechen, uneinheitlich. Während etwa in Nordrhein-Westfalen nur ein Widerspruch gegen das Identitätschiffrats (Erlaubt Rückverfolgung des Chiffrats zu den Personendaten.) möglich ist, kann der Betroffene in Mecklenburg-Vorpommern der Meldung seiner Daten widersprechen. In diesem Fall wird auch die Löschung bereits übermittelter Daten veranlasst.

### Österreich
In Österreich ist die Meldepflicht für Tumorerkrankungen durch das Krebsstatistikgesetz 1969 und die Krebsstatistikverordnung 1978 geregelt. Statistik Austria erhält aus allen rund 270 meldepflichtigen Krankenanstalten Erkrankungs- und Sterbedaten. In den Bundesländern Vorarlberg, Tirol, Salzburg und Kärnten gibt es eigene landesweite Krebsregister. In der Gesundheitsberichterstattung zu Krebs spielt die Epidemiologie der Inzidenz (Neuerkrankungen pro Kalenderjahr) und der Mortalität eine zentrale Rolle. Statistik Austria publiziert regelmässig zu Krebsinzidenz und Krebsmortalität in Österreich; aktuell ist der Bericht Krebserkrankungen in Österreich 2018.

### Schweiz
In der Schweiz wurden 1969 in Basel und 1970 in Genf die ersten Krebsregister gegründet, 2014 wurden in 15 kantonalen oder kantonsübergreifenden Registern die Krebserkrankungen von rund 94 Prozent der Schweizer Bevölkerung erfasst.
2007 wurde die Stiftung «National Institute for Cancer Epidemiology and Registration» (Stiftung NICER) gegründet. Sie hat die Aufgabe, die Daten der einzelnen Register zusammenzuführen und aufzubereiten sowie Berichte zu publizieren. Die Publikation des nationalen Berichtes «Krebs in der Schweiz» erfolgt gemeinsam mit dem Bundesamt für Statistik (BFS), der erste erschien 2011, der zweite 2016. Das BFS veröffentlicht jährlich die neuesten Zahlen auf seiner Internetseite.
2020 wurde eine schweizweit flächendeckende, vollzählige und vollständige Krebsregistrierung eingeführt. Der Bundesrat hatte im Oktober 2014 eine Vorlage an die eidgenössischen Räte verabschiedet. Am 18. März 2016 wurde das Krebsregistrierungsgesetz vom Parlament verabschiedet, das am 1. Januar 2020 in Kraft trat.  Das Nationale Institut für Krebsepidemiologie und -registrierung (NICER) wurde mit der Wahrnehmung der Aufgaben der Nationalen Krebsregistrierungsstelle mandatiert.

### Gesetze
- Bundeskrebsregisterdatengesetz (PDF; 36 kB)
  - Gesetz über die Krebsregistrierung in Baden-Württemberg – Landeskrebsregistergesetz (LKrebsRG) vom 16. März 2006 (PDF; 67 kB)
  - Bayerisches Krebsregistergesetz (BayKRG)
  - Bremer Krebsregistergesetz (BremKRG)
  - Hamburgisches Krebsregistergesetz (HmbKrebsRG) (PDF; 44 kB)
  - Hessisches Krebsregistergesetz (HKRG)(PDF; 124 KB)
  - Niedersächsisches Epidemiologisches Krebsregistergesetz (GEKN) (PDF; 109 kB)
  - Niedersächsisches Klinisches Krebsregistergesetz (GKKN) (PDF; 5,26 MB)
  - Krebsregistergesetz NRW (KRG NRW) (PDF; 52 kB)
  - Landeskrebsregistergesetz Rheinland-Pfalz (LKRG)
  - Saarländisches Krebsregistergesetz (SKRG)
  - Landeskrebsregistergesetz Schleswig-Holstein (LKRG)
  - Krebsregistergesetz Sachsen-Anhalt (KRG LSA)
- Krebsstatistikgesetz Österreich
- Eidgenössische Gesetzgebung zur Krebsregistrierung